# Automatická zbraň

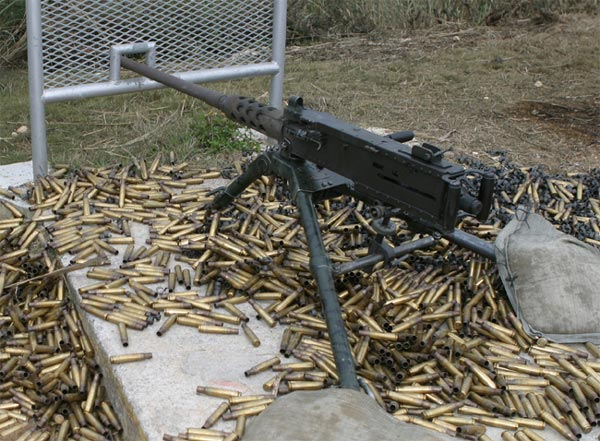
Těžký kulomet typu M2 Browning – automatická zbraň

Automatická zbraň je palná zbraň, u níž se tlak plynů jednoho výstřelu využije nejen k udělení kinetické energie střele, ale i k přípravě dalšího výstřelu a případně i k jeho realizaci. Jako samočinné se často označují zbraně, které mohou další výstřel okamžitě realizovat, takže umožňují střelbu dávkami. Jako poloautomatické nebo samonabíjecí se potom označují zbraně, které následující výstřel pouze připraví.

## Názvosloví
V různých pramenech lze nalézt rozdílné definice pojmu automatická zbraň a některé z těchto definic si odporují.

### Legislativa a ČSN
Zákon o zbraních č. 119/2002 Sb. rozděluje automatické zbraně podle uvedené definice na samočinné a samonabíjecí (semi-auto) a pojem automatická zbraň nedefinuje. Hlouběji než zákon jde ČSN 39 5002-1, ve které se mezi automatické zbraně řadí obě tyto definované podskupiny, to znamená zbraně, které umožňují více výstřelů na jeden stisk spouště, i zbraně, které to neumožňují a u nichž automatika končí přípravou zbraně k dalšímu výstřelu. Tomu odpovídá i první uvedená definice vycházející z publikace pana Fencla.

### Jiné zdroje
Podle jiných zdrojů se ale za automatickou považuje jen ta zbraň, kde je střelba umožněna i dávkami.
Automatická zbraň je taková zbraň, u níž je tlakem plynů případně jiným konstrukčním řešením vyhozena vystřelená nábojnice, dopraven další náboj do nábojové komory a napnut bicí mechanismus. Spoušťový mechanismus umožňuje střelbu dávkami.
Samočinná zbraň (auto) je palná zbraň, u níž se opětovné nabití a napnutí bicího mechanismu děje v důsledku předchozího výstřelu a u které konstrukce umožňuje více výstřelů na jedno stisknutí spouště.
Někdy se pro tento typ zbraní používá označení plně automatická zbraň (z anglického fully automatic weapon) nebo plně samočinná zbraň.

## Přehled zbraní

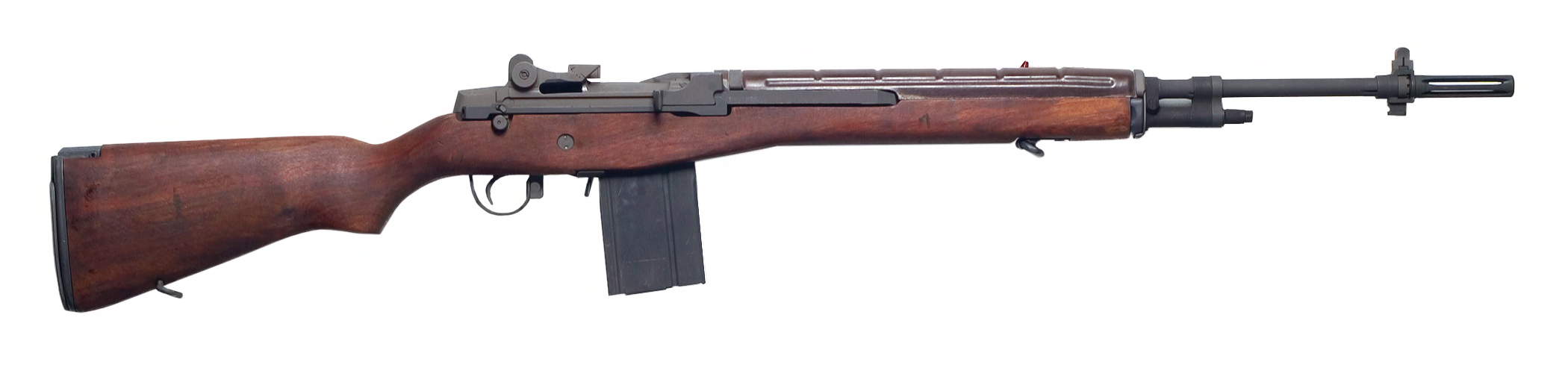
Automatická puška M14

- samopaly (např. MP 40, PPŠ-41 Špagin, Samopal vzor 61, CZ Scorpion EVO 3)
- pistole střílející dávkou (např. Glock 18, Beretta 93R)
- útočné pušky (StG 44, M16, AK-47)
- plně automatické pušky – na rozdíl od útočné pušky užívá puškový náboj a umožňuje střelbu dávkou (např. sovětská AVS-36, americké BAR 1918, M14 nebo německá FG42).
- kulomety
- automatické granátomety
- automatické kanóny